# Simon Stokvis
Simon Stokvis (Vlaardingen, 15 januari 1923) is een personage uit de Nederlandse comedyserie Toen was geluk heel gewoon. Hij wordt gespeeld door Sjoerd Pleijsier. Hij is de bovenbuurman van Jaap Kooiman en werkt in het (volgens Stokvis "de") riool. Door velen wordt hij putjesschepper genoemd, maar hij hoort het zelf liever als faecaliënspecialist of rioloog.
Ook is hij later de hoofdredacteur van het onafhankelijke opinieweekblad van de Rotterdamse Riool: De Bruine Rotterdammer of Bruine (parodie op De Groene Amsterdammer maar dan genoemd naar een veel in het riool voorkomende kleur en een verwijzing naar riooljournalistiek). Als journalist wordt hij ook weleens aangeduid als Simon O. Stokvis, hoewel die O. geen betekenis heeft. (parodie op Willem O. Duys).
Hij was getrouwd met Zus Stokvis, maar is inmiddels gescheiden. Hij blijkt een eeneiige tweelingbroer Louis te hebben (eveneens gespeeld door Sjoerd Pleijsier). Hun moeder kon maar voor een van hen zorgen en Simon werd te vondeling gelegd.
Na het einde van de serie in 2009 ging Simon Stokvis alleen verder in het theater, waar hij als journalist van de Bruine op zijn eigen wijze het nieuws met het publiek bespreekt samen met een aantal anderen die niet in de serie speelden. Ook heeft Simon Stokvis een eigen website.

## Catchphrases
- Japiooo! (tegen Jaap Kooiman)
- Joh?
- Dag helden van de Rotterdamse Elektrische Tramhalte! (Als hij bij de RET binnenkomt, waar Jaap werkt)
- De raderen draaien... (als hij een oplossing voor een probleem aan het verzinnen is)
- Hebbus (als hij een oplossing heeft gevonden)
- Let op het springen van de lintworm (Dit zegt hij als er iets gaat gebeuren)

## Trivia
Op TV Rijnmond was het typetje Stokvis te aanschouwen in een reclamespotje. Hierbij zoekt Stokvis stallingsruimte voor een op de kop getikte mooie oude "brommert" maar moet eerst ruimte zien te maken in de opslagruimte en bestelt daarvoor een afvalcontainer voor de daar geplaatste oude "klerezooi".

## Discografie
- Rotterdam wordt wakker[4]
- Een liedje voor Patricia Paay
- Voeten in de Maas
- In 2011 kwam een album met '13 onvergetelijke sjansongs' uit.